# ヘイキ・コバライネン
ヘイキ・ヨハンネス・コバライネンまたはヘイッキ・ヨハンネス・コバライネン（Heikki Johannes Kovalainen 、1981年10月19日 - ）は、フィンランド・スオムッサルミ出身のレーシングドライバー、ラリードライバーである。

## 初期の経歴

### カート
1991年にレーシングカートのキャリアを始め、2000年まで続け、フィンランドのトップカテゴリーにおいて、1999年から2000年にかけ2年連続でランキング2位を記録した。2000年には、北欧選手権（ノルディック・チャンピオンシップ）、エルフマスターズを制覇し、その年のフィンランド国内のドライバーズ・オブ・ザ・イヤーに選出された。同年、ツインリンクもてぎ北ショートコースで行われたCIK-FIA WORLD CUP SHELL ADVANCE KART RACE、FSAクラスにおいて4位入賞。（2位はヴィタントニオ・リウッツィ。また、FAクラスでは、ルイス・ハミルトンが優勝、ニコ・ロズベルグが9位だった。）

### フォーミュラ・ルノー
2001年はイギリス・フォーミュラ・ルノー（UKシリーズ）に参戦し、初年度から2勝、ポールポジション2回、ファステストラップ3回という結果で、ランキング4位となり、その年のルーキー・オブ・ザ・イヤーに輝いた。

### フォーミュラ3
2002年はイギリスF3選手権に参戦し、5勝、3PP、3FLという結果を残し、ランキング3位で終え、フォーミュラ・ルノー同様、このカテゴリでもルーキー・オブ・ザ・イヤーを獲得。国際レースにおいても、マールボロマスターズで4位、マカオグランプリでは2位という好戦績を残した。
この1年のみでF3を終え、翌年はワールドシリーズ・バイ・ニッサンにステップアップした。

### ワールドシリーズ・バイ・ニッサン
2003年からワールドシリーズ・バイ・ニッサンに参戦。この年はフランク・モンタニーが序盤から独走して選手権を支配した年であるが、コバライネンはシーズン通算1勝にとどまったが堅調に得点を重ね、バス・ラインダース、ナレイン・カーティケヤンとの接戦を制して、初年度ながらランキング2位でシーズンを終えた。
2004年はシーズン序盤こそティアゴ・モンテイロにリードを許したものの、中盤に優勝を重ね、全18戦のシーズンで6勝を挙げてチャンピオンに輝いた。この年にはルノーチームのテストに参加し、初めてF1を駆った。

### レース・オブ・チャンピオンズ

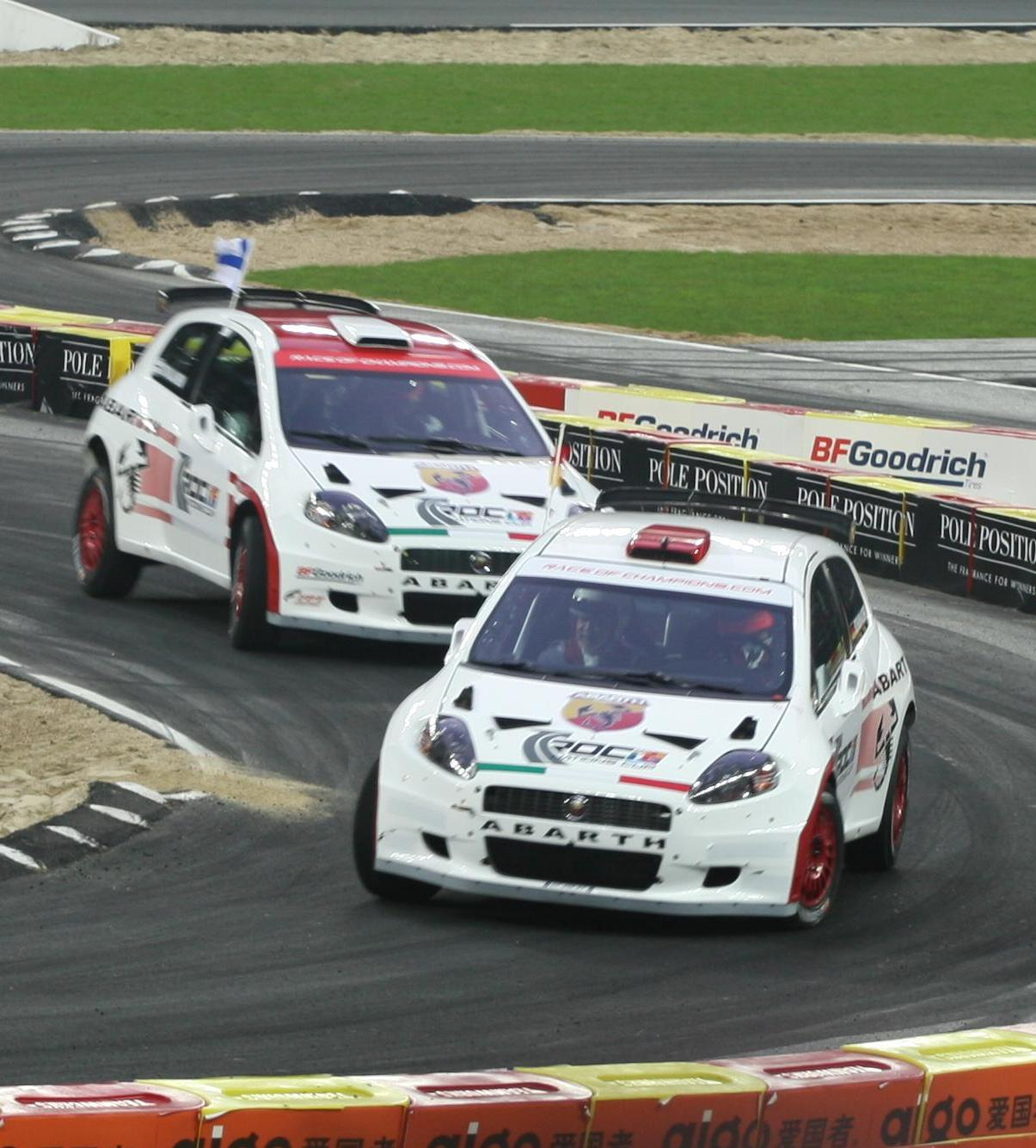
2007年ROC
コバライネン対シューマッハ

2004年末、フォーミュラレースやラリーなどの各選手権のチャンピオンらを集め毎年年末に開催されているレース・オブ・チャンピオンズに参加した。2004年シーズンを圧倒的な強さで制したF1世界チャンピオンのミハエル・シューマッハも出場したことから注目を浴びたが、コバライネンはトーナメント初戦でデビッド・クルサード、第2回戦でジャン・アレジ、準決勝でシューマッハ、決勝では同年の世界ラリー選手権（WRC）チャンピオンのセバスチャン・ローブ、と、名だたるドライバーをことごとく撃破してチャンピオンに輝き、「シューマッハを破った男」として一躍注目を浴びた。

### GP2
2005年、前年まで開催されていた国際F3000から改組されて初開催されたGP2に、アーデン・インターナショナルから参戦した。開幕レースで優勝を収めたのをはじめ、シーズン中盤までは選手権をリードすることに成功した。しかし、シーズン後半ニコ・ロズベルグに追い上げられ、スパ・フランコルシャンとバーレーンインターナショナルサーキットの最終2ラウンド（4レース）を残して4ポイント差まで迫られた。ロズベルグが最終ラウンドを2レースとも制すという奮闘を見せたのに対し、この間にわずかなポイントをあげるにとどまったため逆転を許し、最終的にランキング2位に終わった。
この年はGP2に参戦するかたわら、テストドライバーとしてルノーのテストに参加した。

## F1での経歴

### 2006年・2007年
2006年はルノーに所属し、テストドライバーとして28,000kmを走りこみ、翌年に同チームからF1に参戦することが発表された。
2007年、前年度のチャンピオンチーム、ルノーからF1デビュー。しかし、2007年のルノーには優勝を争うような速さはなく、苦戦を強いられる。開幕戦オーストラリアグランプリでは何度もコースアウトを喫し、その後の数戦もミスが目立った。第6戦カナダグランプリでは予選Q1でクラッシュして19位。車体後部から壁に激突したためにエンジン交換を余儀なくされ、それによるグリッド降格処分により最後尾に沈んだ。しかし決勝レースでは、セーフティカーが4度も入る大荒れの展開の中、混乱に乗じてポジションを上げて4位入賞を果たした。これ以後はコンスタントに入賞を続け、チームメイトのジャンカルロ・フィジケラを得点で上回る活躍を見せた。

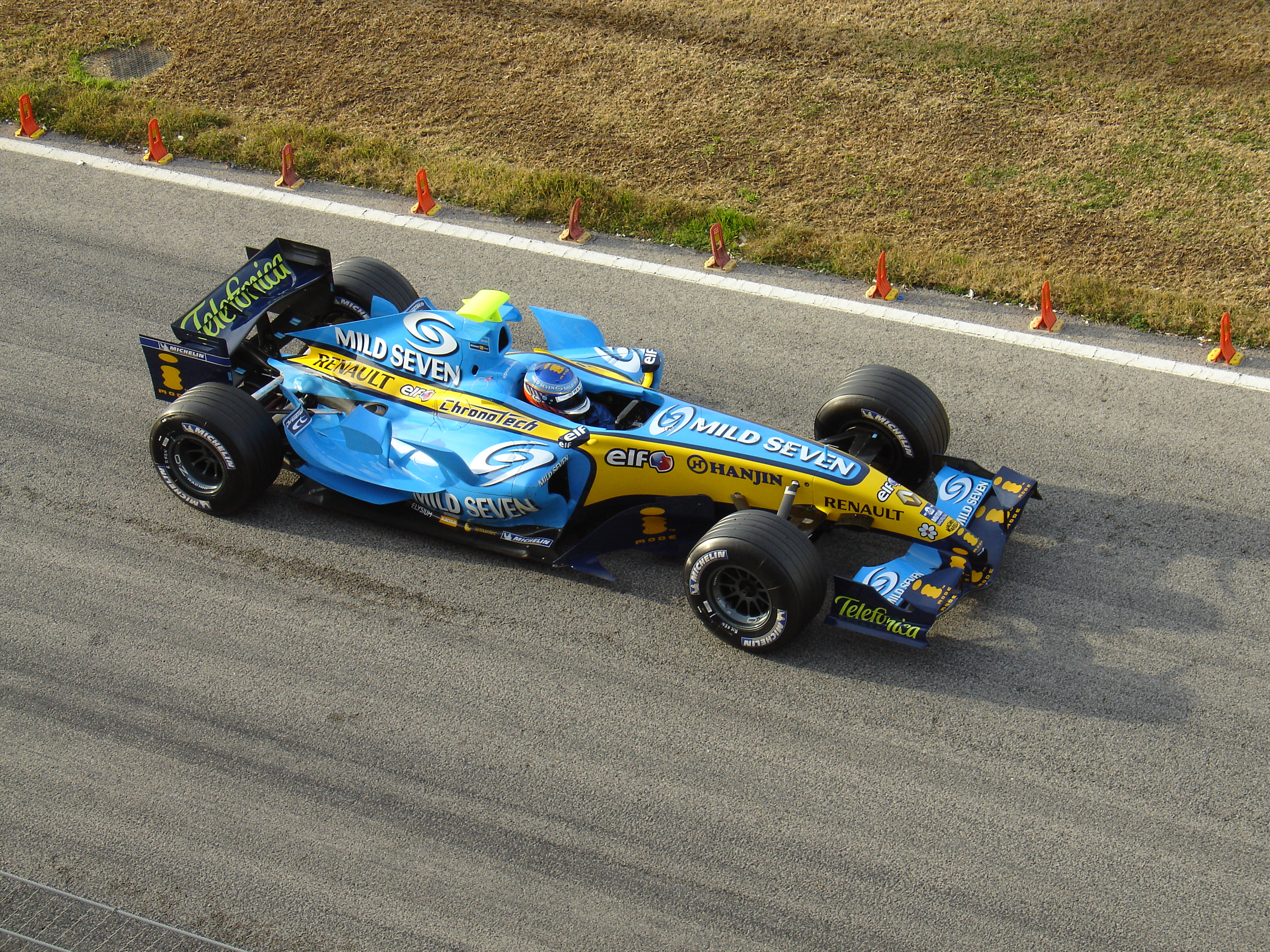
2006年2月、ルノーR26をテストするコバライネン

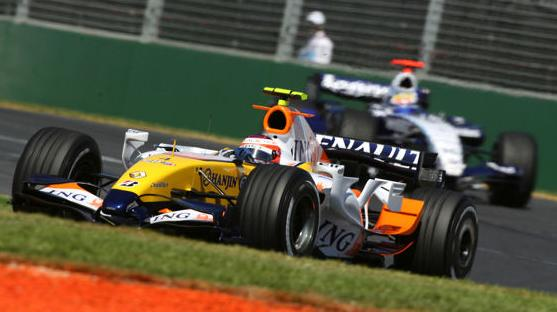
2007年オーストラリアGP

第15戦日本グランプリでは、同郷の先輩であるキミ・ライコネンの追撃を最後まで抑えきり、初の表彰台を獲得(2位)した。続く第16戦中国グランプリでは、デビューから16戦連続完走を果たし、ティアゴ・モンテイロの記録に並んだものの、最終戦ブラジルグランプリで初のリタイアを経験し、記録更新には至らなかった。

### 2008年
2008年はフェルナンド・アロンソと入れ替わる形でマクラーレンへ移籍した。開幕戦オーストラリアグランプリでは序盤から2位を走行するも、3度のセーフティカーが導入される荒れた展開の中、ピットストップのタイミングにより後退し、5位に終わった。このレースでは自身初のファステストラップを記録した。第2戦マレーシアグランプリでは、他車の進路を妨害したとして5グリッド降格ペナルティを受けた。第4戦スペイングランプリでは、22周目に突然左フロントホイールが破損するトラブルに見舞われ130km/hでタイヤバリヤに激突し(衝突した瞬間の衝撃は26Gに達した)、一時は安否が危ぶまれたが無事救助され、軽い脳震盪のみで済んだ。その後はリタイアこそないものの、チームメイトのハミルトンが優勝を重ねるのとは対照的に、6戦に渡り表彰台すら獲得できないレースが続く。しかし第8戦フランスグランプリの予選では再び他車への進路妨害で、5グリッド降格ペナルティを受けたが決勝では見事な追い上げを見せ，ヤルノ・トゥルーリから0.7秒差の4位入賞を果たした。第9戦イギリスグランプリでは初のポールポジションを獲得したが、ここでも5位入賞にとどまった。

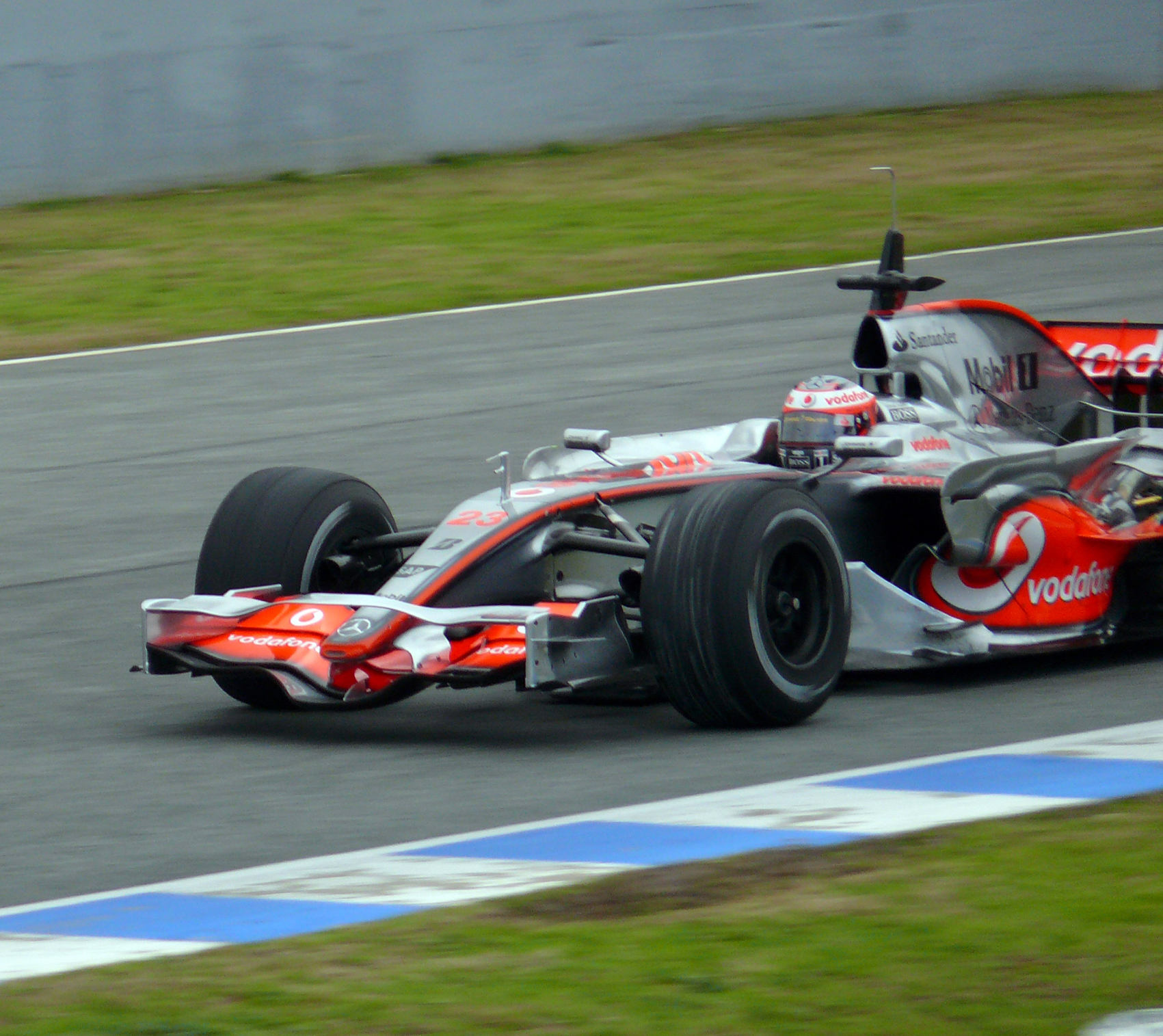
MP4-23をテスト走行するコバライネン（2008年）

そんな中、初優勝は突然やってきた。第11戦ハンガリーグランプリ、2番グリッドからスタートし、直後にフェリペ・マッサにかわされ3位に落ちた。41周目にパンクによりピットインしたハミルトンの前に出ると、首位マッサを追いかける立場となる。
残り3周で20秒以上の差があり逆転は不可能に思われた68周目、突如マッサのエンジンがブロー。首位に立つと、そのままゴールし初優勝を果たした。
しかしその後の7戦は予選・決勝とも目立った活躍はなく、表彰台1回と2度の入賞という結果に終わった。
マシントラブルやセーフティカーによる後退など、不運により失ったと思われるレースもあるが、チームメイトがチャンピオンを獲得したのとは対照的に、芳しくない成績に終わった。

### 2009年
2009年は困難な出だしとなった。この年のマシン、MP4-24は競争力があるとは言えず、開幕戦オーストラリアグランプリ、第2戦マレーシアグランプリともに予選14番手からスタートし、両レースとも良いスタートを決めたものの、2戦続けて0周リタイアに終わった。

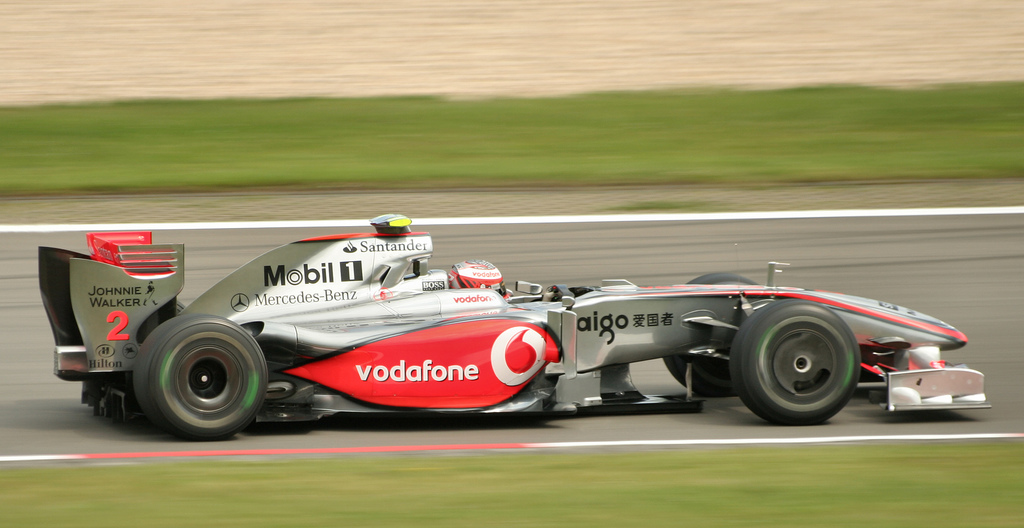
2009年ドイツGP

その後も成績は向上せず、第8戦イギリスグランプリまでに入賞は1回にとどまり、2レースを得点圏外で完走した以外には5つのレースでリタイアに終わった。しかし、第9戦ドイツグランプリ以降は第14戦シンガポールグランプリまで6戦連続入賞を果たした。
シーズン終了後、ジェンソン・バトンのマクラーレン移籍が発表され、マクラーレンのシートを喪失が決定。来季に向けてトヨタとチーム・ロータスと交渉を行い、12月14日に新興チームのロータス・レーシングへの移籍(3年契約)が発表された。

### 2010年
2010年は新興チーム、ロータスに移籍。チームメイトはトヨタから移籍のヤルノ・トゥルーリと組む。既存チームとの差がかなり大きかったためチームメイトや他の新規チームとの争いが焦点のシーズンとなった。

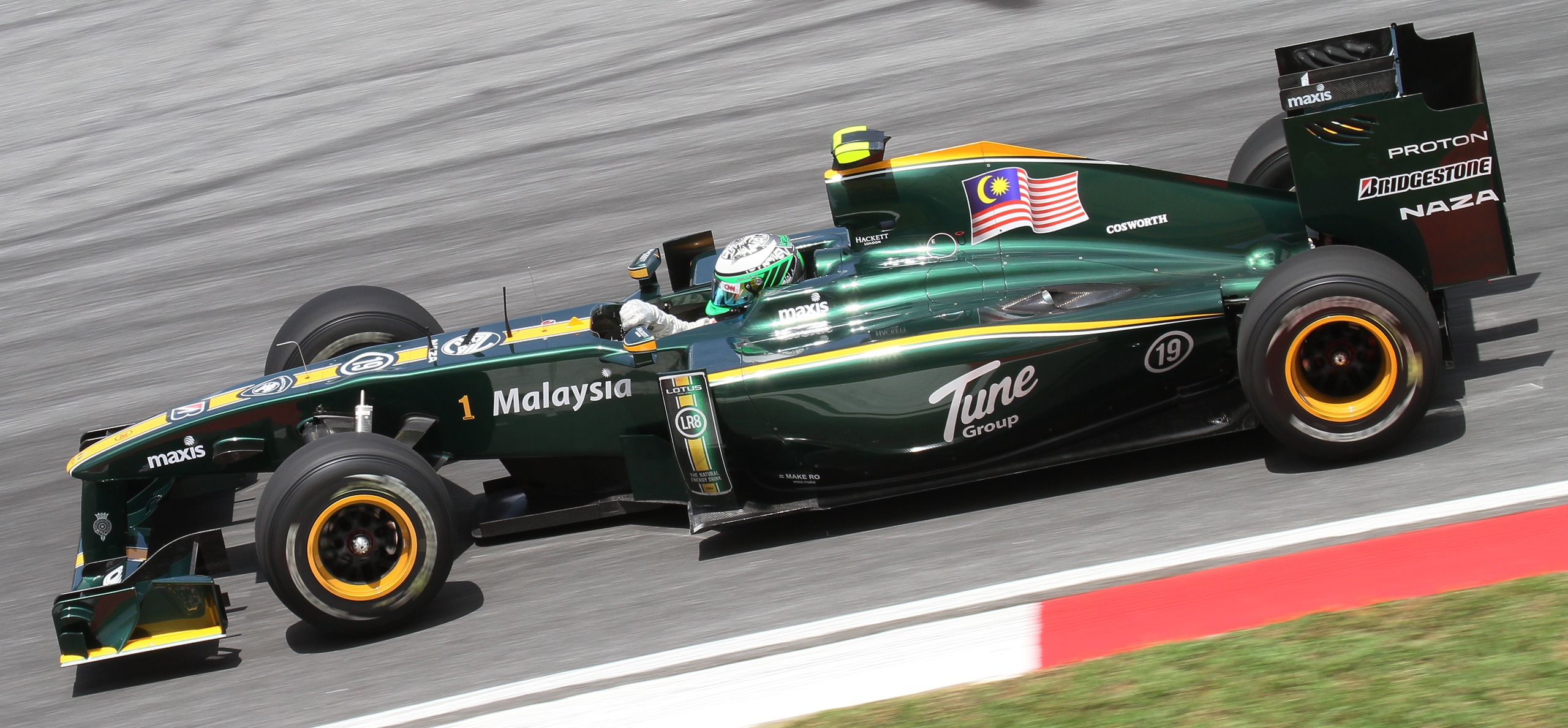
2010年マレーシアGP

そのシーズンを通して戦闘力のないマシンに悩まされたが、その中でも全19戦中完走13回、新規チーム内でのトップフィニッシュは10回を数え、新規チームのドライバーとしてただ一人既存チームを抑えての完走(2回)、2度の予選Q2進出と好成績を挙げた。決勝最高位は日本グランプリでの12位。予選での成績はチームメイトに対し8勝11敗と負け越したが、決勝では前に出ることが多く両者完走したレースで先行されたのはイギリスグランプリのみと、戦闘力に劣るマシンながらレース運びでもチームメイトを上回り昨年以上の存在感を見せた。またリタイアは6回あったが、そのうち自身のミスによるものはドイツグランプリでの1回のみであり、他はすべてマシントラブルによるものだった。

### 2011年

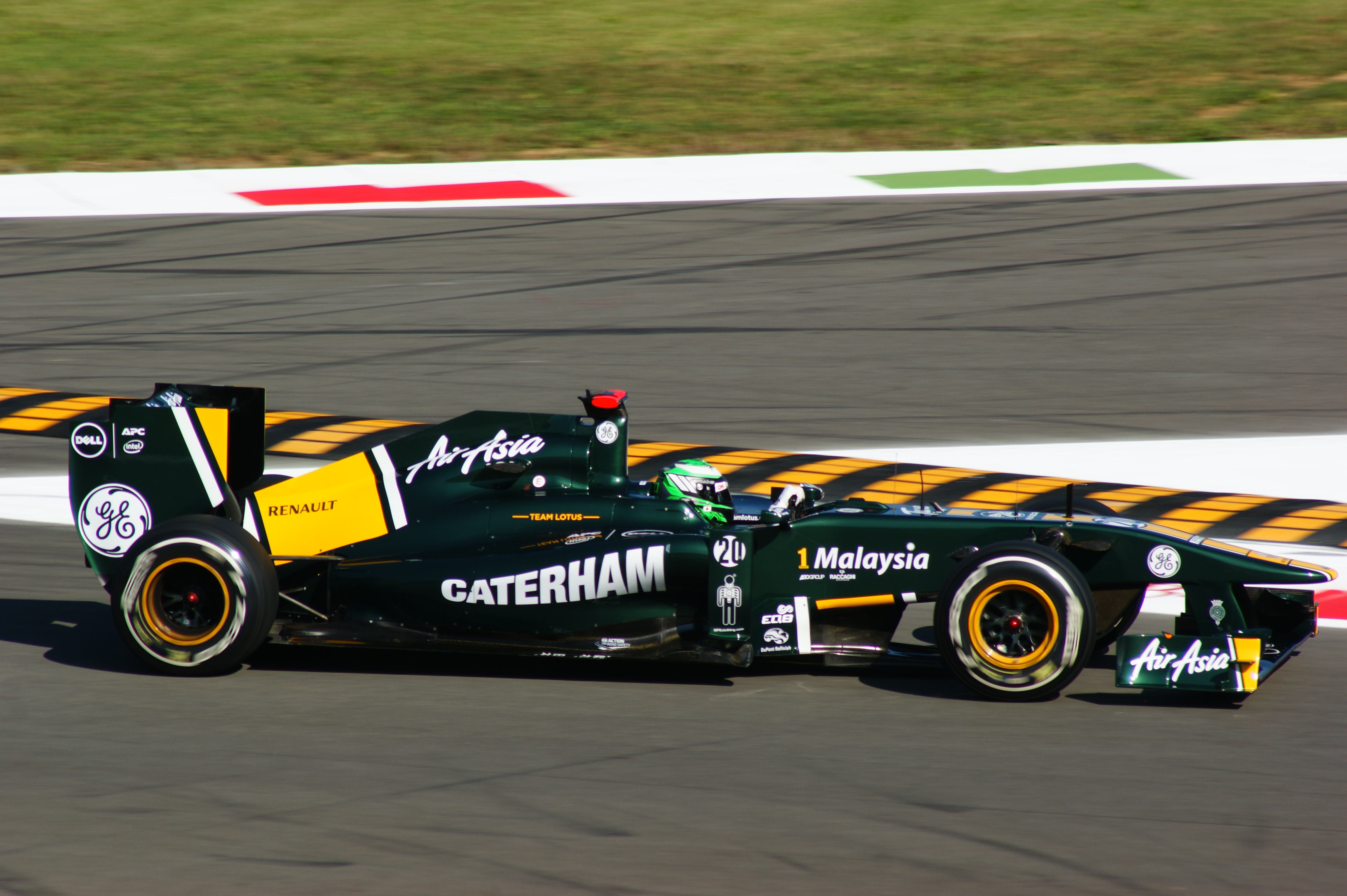
2011年イタリアGP

前年度と同じロータスに残留。昨年を上回る3度の予選Q2進出を果たし、予選巧者として知られるチームメイトのトゥルーリ(第10戦のみチャンドック)に対し予選成績で19戦17勝という圧倒的なパフォーマンスを見せた。決勝においても終盤戦では1周あたり約0.5秒のタイムアップにつながるといわれるKERS非搭載のマシンながら、これを搭載するザウバー、ウィリアムズ、ルノーといった中段チームに迫るタイムを出し、既存チームを抑えてのフィニッシュは通算5回、特に第16戦韓国グランプリではザウバーを2台とも上回る順位で完走するなど好成績を挙げている。ドライバーズランキングでは自身最低の(最高位獲得回数の関係でトゥルーリにも遅れをとる)22位に終わったが、マシンそのものの戦闘力を考慮すれば、終盤戦のパフォーマンスは驚異的なものであり、自身もシーズン終了間際のブラジルグランプリウィークエンド中に「2011年はモータースポーツでのキャリアで最高のシーズン」と語っている。

### 2012年

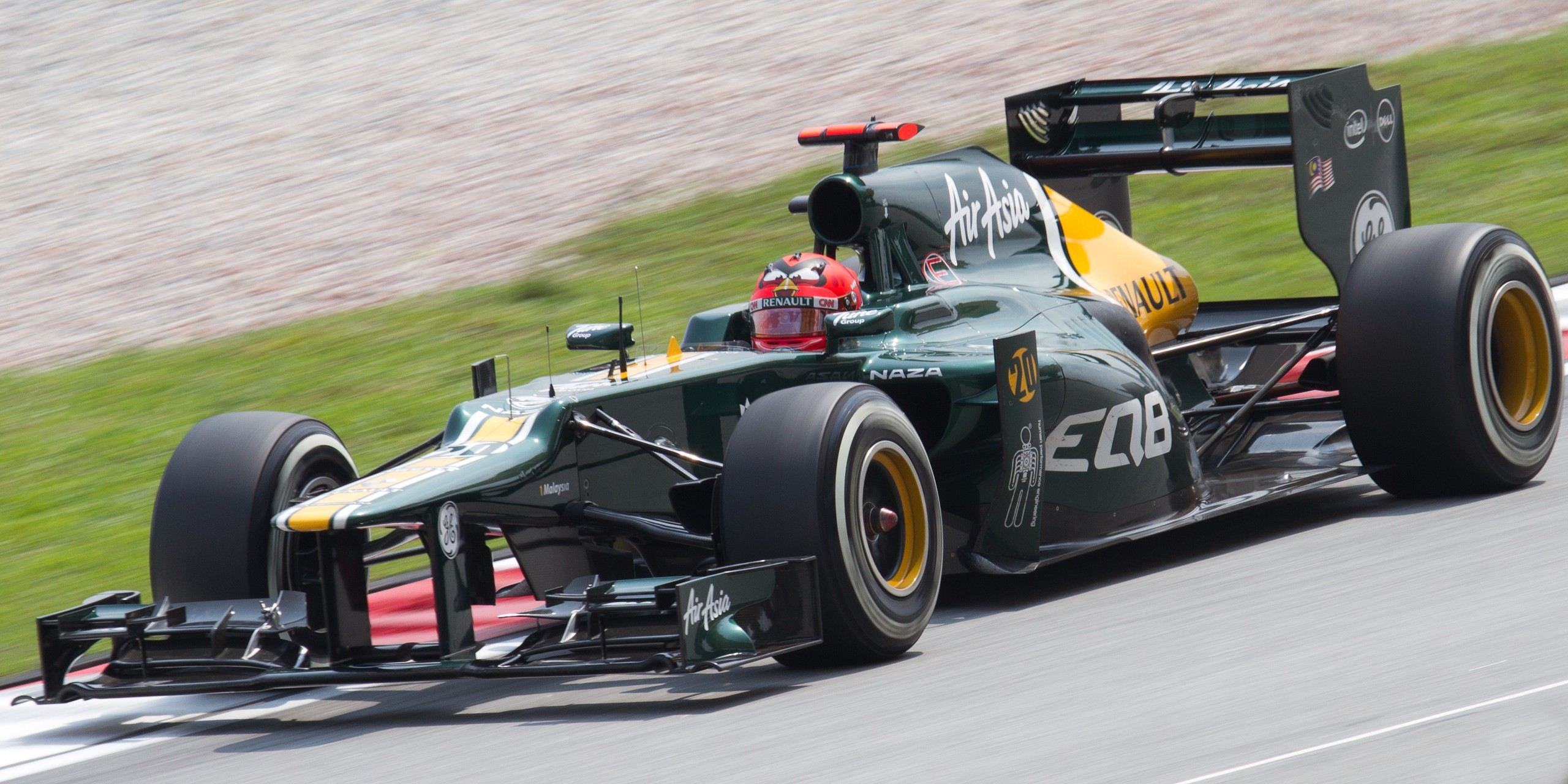
2012年マレーシアGP

前年、前々年に続き同チームに残留。名称変更により「ケータハム」チームからの参戦となった。チームメイトはトゥルーリに代わりヴィタリー・ペトロフとなった。またチームとしてはじめてKERSも搭載された。前年終盤と比べると中段グループとの差は広がったものの、第4戦バーレーングランプリでQ2進出を果たし、第5戦スペイングランプリではピットストップのタイミングの関係で一時5番手まで浮上。自身もピットインするまでポジションを守った。第6戦モナコグランプリでは予選でQ2進出までわずか0.047秒差の18位を獲得、決勝でも1コーナーの混乱に乗じ、マシン性能は遥かに勝るマクラーレンのジェンソン・バトンの前に立つと、抜きにくいコース特性も相まって前に行かせず、71周目にバトンがスピン・リタイアするまで順位を譲らない走りを見せた。最終的にはザウバーのセルジオ・ペレスとの接触もあって順位を落としたが、同季最高の13位で完走した。

### 2013年

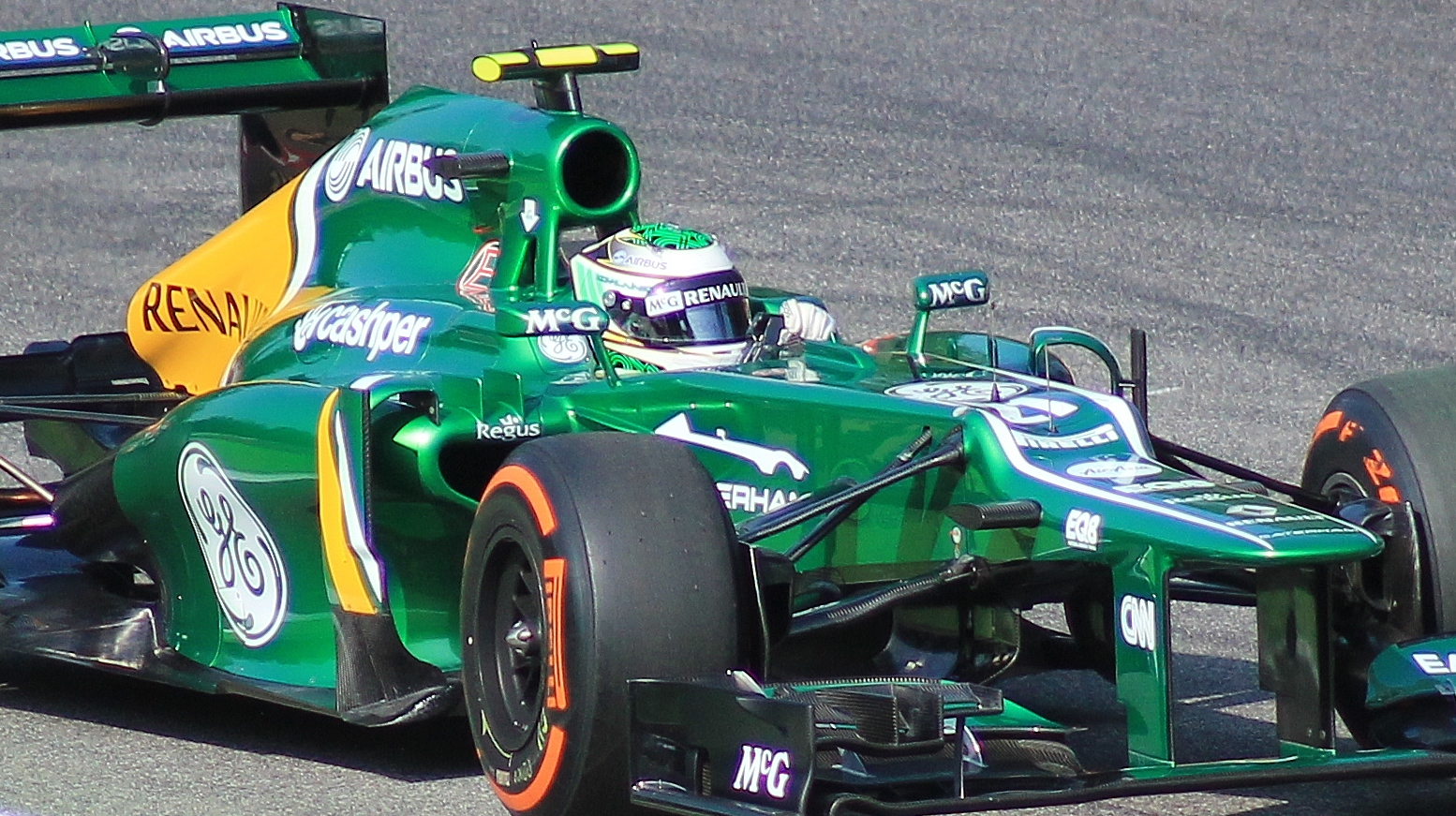
2013年イタリアGP

ケータハムがペイドライバーを起用したためレースシートを失った。しかしシーズンが始まるとケータハムは経験あるドライバーの不在によって予想よりも厳しいシーズンになってしまったと考えてコバライネンを呼び戻し、第4戦バーレーンGP前にリザーブ兼開発ドライバーとしてケータハムへ復帰した。ファクトリーではシミュレータやエンジニアとの作業を行いつつ、いくつかのGPではフリー走行1回目に出走した。
ロータス（元ロータス・ルノーGP）のキミ・ライコネンが背中の手術・療養のために第18戦アメリカグランプリと最終戦ブラジルグランプリを欠場することになり、代役としてコバライネンが選ばれた。チームはコンストラクターズ選手権で3位争いをしており経験を買われて選ばれたが、しかし慣れない車に苦しみポイント獲得とはならなかった。

### 2014年
ケータハムと交渉を行ったがレギュラードライバーのシートは獲得できなかった。このチーム側の判断には、前年にロータスで代役出走をしたときの結果を残せなかった走りが原因の一つとなっている。

## SUPER GT

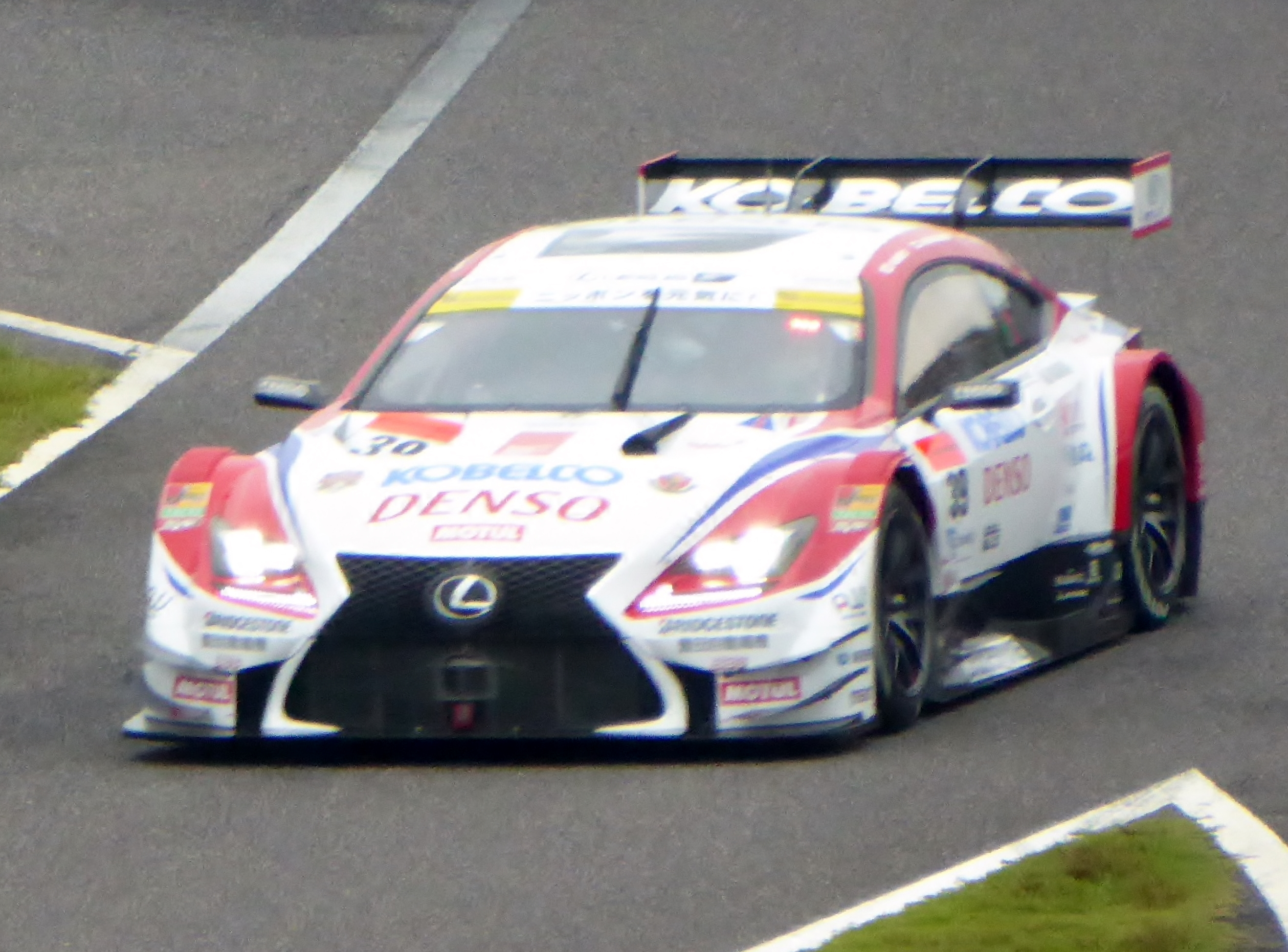
コバライネンのドライブするDENSO KOBELCO SARD RC F

### 2015年
2014年は目立ったレース活動は行っていなかったが、2015年は39号車LEXUS TEAM SARDより、平手晃平をパートナーとして、LEXUS GAZOO Racingの一員としてSUPER GTのGT500クラスに参戦することが発表された。マシンはレクサス・RC F、タイヤはブリヂストン。
SUPER GTとドイツツーリングカー選手権（DTM）からのオファーがあったが、スプリントレースのDTMよりもレース距離が少し長くなる、SUPER GTに魅力を感じたと言う。
初年度は過去にフォーミュラの経験しかなかったコバライネンが、特性の大きく異なるSUPER GTに慣れずに苦戦、決勝最高位は5位、ランキングは15台中13位に終わった。

### 2016年
2016年も引き続き平手とともにSARDから参戦。この年から田中耕太郎エンジニアの勧めでコバライネンがファーストドライバーとなり、SUPER GTに慣れている平手がセカンドドライバーとしてコバライネンのセッティングに合わせる方法を採った。これが奏功して2年目に大幅な進歩を見せ、第2戦富士では自身初となる表彰台(2位)を獲得、さらに続く第4戦SUGOでも中盤でトップを走行するなどの活躍を見せ2戦連続の2位表彰台を得た。その後はしばらく入賞のみにとどまったものの変則フォーマット(2日間×250㎞)となったもてぎでは自身がアタックを担当した第3戦(初日)の予選でポールポジションを獲得、決勝では2位でフィニッシュしランキングトップに立つと平手が第8戦(2日目)でも予選でポールポジションを獲得し決勝では終始安定した走りを見せてSUPER GT初優勝、さらにドライバーズタイトルも獲得した。前年の表彰台ゼロから1勝を含む表彰台4回と抜群の安定感を見せ来日2年目でチャンピオンになるなど、前年からは想像もできないほどの大成功の1年となった。

### 2017年
2017年はチャンピオンチームとしてカーナンバー1をつけて参戦。マシンはレクサス・LC500に変更された。レクサス勢は開幕戦に全6台がトップ6を占める快走を見せ、SARDもトップ争いをする活躍を見せていたが、僚友の平手の接触が相次ぎ最終戦前にチャンピオンの権利を失ってしまった。しかし菅生ではMOLAのGT-Rとの熾烈な争いを制して1勝を挙げた。ランキングは15台中8位。

### 2018年
2018年もSARDで参戦。チームメイトは平手晃平に代わり元F1ドライバーの小林可夢偉となった。第2戦富士のみ、世界耐久選手権（WEC）参戦の小林に代わりルーキーの坪井翔とコンビを組んで2位表彰台を獲得。次戦タイでは小林とともに1勝を挙げた。ランキングは15台中9位。

### 2019年
5年目となるSARDで、チームメイトはGT300クラスからステップアップした中山雄一。熟成の進んだレクサス・LC500が全8戦中6勝と他を圧倒するシーズンで、うち第6戦オートポリスで1勝を挙げた。ランキングは15台中5位。
ドイツツーリングカー選手権（DTM）との特別交流戦では富士ラウンドに参加している。

### 2020年
SARDは新監督に脇坂寿一を迎え、マシンもDB型GRスープラに変更となった。2019年同様中山雄一と出走する予定だったが、コロナ禍のため来日が叶わず、コバライネンの代役として第1戦は山下健太・第2戦は阪口晴南が起用された。8月にようやく入国が許可され、第3戦鈴鹿より参戦し、第5戦富士では優勝を挙げている。

### 2021年
同じ体制で参戦。しかしマシンに戦闘力が無く、一度も表彰台に立てなかった。最終戦では他のGRスープラ勢とともにNSX勢との間に割って入り、au TOM'Sのチャンピオンに貢献した。
シーズン終了からわずか2日後、自身のYouTubeチャンネルにて、コロナ禍による厳しい入国制限で家族との時間が取れなくなったことを理由に、日本でのレース活動に終止符を打ったことを表明した（ただし後述の通り、2022年以降も日本国内のラリーに継続参戦している）。

## ラリー

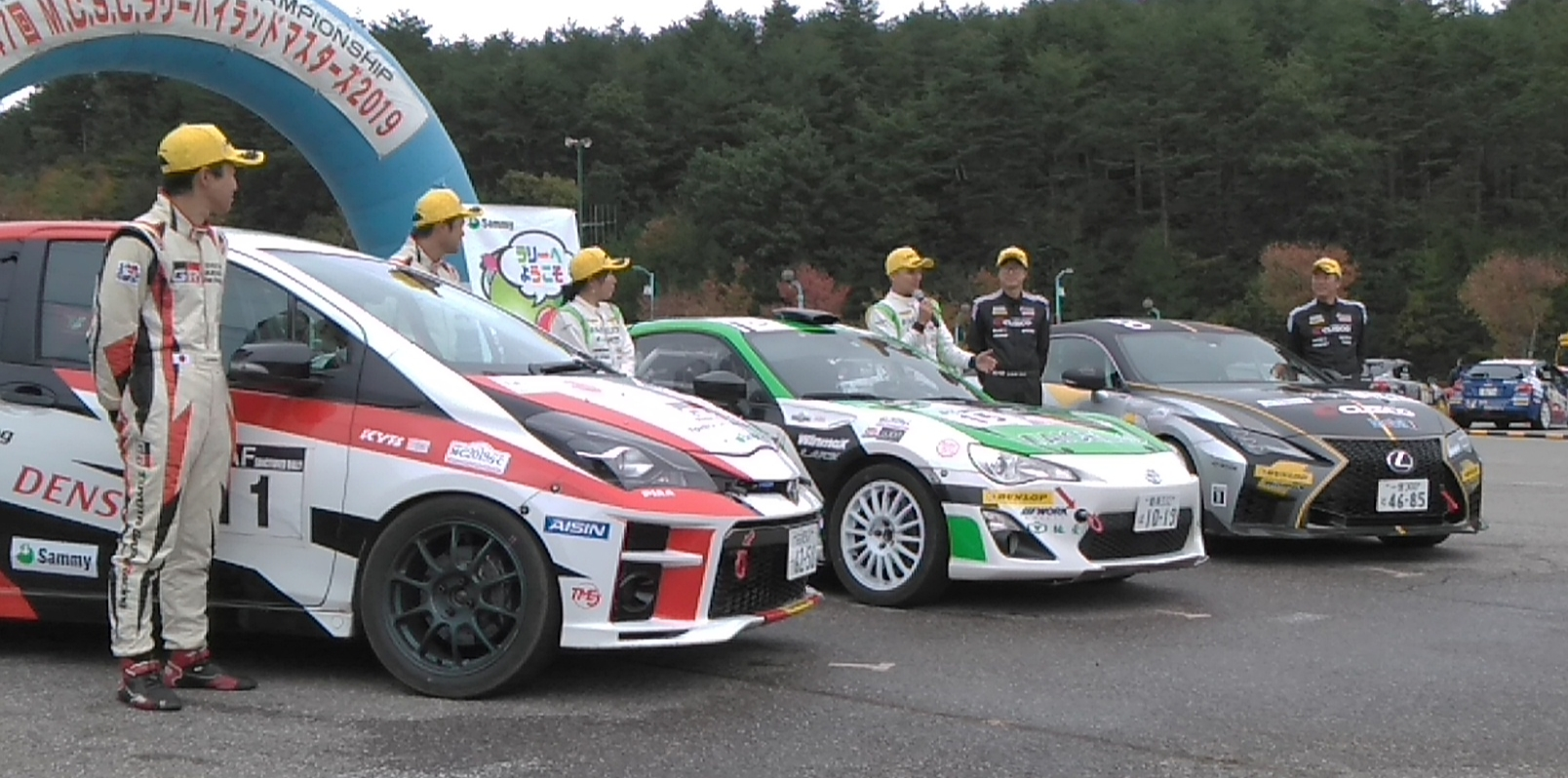
JRC初優勝のインタビューを受けるコバライネン（2019年ハイランドマスターズ）

フィンランド人らしくラリーにも高い関心を持っており、2015年のフィンランドラリー選手権開幕戦でフォード・フィエスタR5でラリーデビュー。いきなり3位表彰台を獲得した。
2016年の全日本ラリー選手権（JRC）にも元F1ドライバー（F1ウィナー）として史上初めて参戦。また欧州人ドライバーや現役SUPER GTドライバーが本選手権へ継続参戦するという点でも極めて稀な例となる。コバライネンからSUPER GTで所属しているSARDに対し、スケジュールの合間にラリーに参戦できないかと提案したことで実現した。チームはSARDとラックのジョイント体制で、マシンはTMGが開発・販売するトヨタ・GT86 CS-R3で、二輪駆動のグループRなどが該当するJN5クラスに参戦。コドライバーは北川紗衣。ラリー洞爺・ラリー北海道・ハイランドマスターズ・新城ラリーにエントリーした。北海道ではリタイアしたが、ハイランドマスターでクラス4位、洞爺でクラス3位、新城ではクラス2位に加え総合でも4位の好成績を獲得した。
2018年にはエサペッカ・ラッピのトヨタ・ヤリスWRCを借りてテストドライブした。また11月にはRALLY TEAM AICELLOより、北川とともに新城ラリーに再び登場。マシンはJN4クラスの86であったが、1日目にミッショントラブルでデイリタイアとなった。同月福島で行われたジャパンラリークロス・JRXエキシビションマッチのSuper HiluxクラスではTRD仕様のトヨタ・ハイラックスもドライブし、新井敏弘や野村謙らを破って優勝した。
2019年はマシンをGT86 CS-R3に戻す以外はそのままの体制を維持し、5戦にスポット参戦することを表明。国際格式の日本スーパーラリーシリーズ（JSR）第2戦モントレーでは、スバル・WRX STIや三菱・ランサーエボリューションなど上位クラスの4WD勢を凌ぐトップタイムでステージウィンする活躍を見せ、総合4位に入賞した。第9戦ハイランドマスターズにて、JN5が改称したJN2クラスでようやく自身初のJRCクラス優勝を果たした。
2020年はSUPER GTとのバッティングによりJRCへの参戦は見送られたが、地方選手権である中部・近畿ラリー選手権の第7戦にスポット参戦。GT86 CS-R3で4WD勢を3SS全てで破って総合優勝を果たしている。WOMEN’S RALLY in 恵那 2020ではデモランにも登場した。
2021年は再びJRC（JN2クラス）へと復帰。この年は参戦した6戦で全勝という圧倒的な戦果で、最終戦を待たずにラリー初戴冠となった。またラリージャパンのリハーサルイベントとなる『セントラルラリー』でも勝利し、この年参戦したラリー全てで勝利するという充実の一年となった。
2022年はJRCにはチーム体制はそのまま、JN1クラスにステップアップして引き続き参戦し、型落ちのシュコダ・ファビアR5を採用。前年の勢いはJN1でも止まらず、開幕戦新城では全SSステージ勝利の完勝を収めた。その後もシーズンを通して圧倒的な速さを見せつけ、最終2戦を残して外国人/F1経験者/F1ウィナー/SUPER GT王者として初めてのJRC総合王者という記録づくしの快挙を達成した。JRCにデビューしてから実に7年目の大願成就であった。世界ラリー選手権（WRC）デビューとなったラリージャパンでは最新のファビアRally2を駆るレギュラー勢を相手に健闘し、WRC2クラス4位・総合10位で終えた。一方、SUPER GTのシートは降りた。
2024年はマシンをトヨタ・GRヤリス ラリー2に乗り換え、引き続きJRCに参戦する予定だったが、同年3月に健康診断で「胸部上行大動脈瘤」と診断されたため、活動を一時中断。通常の一般人であれば日常生活に問題はないレベルではあるものの、ラリー中のようなハードな運動となると問題が生じる可能性もあるため、手術を受けることになった（ラリーの代役は田口勝彦が務める）。本人は「年内の復帰を目指す」と語っている。手術はフィンランドのタンペレ大学病院で行われ、同年4月に手術の成功と既に退院していることを自ら公開。同年7月に行われたJRC第6戦「ARKラリー・カムイ」にて復帰を果たした。

## エピソード
- 2008年オーストラリアグランプリ終盤はフェルナンド・アロンソと白熱した4位争いを繰り広げ、残り2周でついにアロンソをオーバーテイクしたが、直後のホームストレートでスピードリミッターを誤操作して失速し[22]、アロンソに抜き返された。フェラーリのテストドライバーであるマルク・ジェネは、マクラーレンがこのような件への防止策を講じていないことについて、「驚いた」と述べた[23]。
- 2008年ハンガリーグランプリで初優勝を飾り、F1創設以来通算100人目のグランプリウィナーとなり、2010年フジテレビF1中継にて「F1史上100人目のウィナー」というキャッチコピーが与えられた。
- ヘヴィメタルファンであり、お気に入りのバンドは母国フィンランドのナイトウィッシュ。自身も幼少期からドラムを叩いていた。2010年8月にナイトウィッシュのメンバーのうち3人がサマーキャンプ中にお遊びで結成したバンド「The Myötähäpeä」においてドラムス担当として参加している。[24]
- 2010年シンガポールグランプリでは終盤の接触によりエアボックスから出火、ホームストレートにマシンを止めて自分で消火した[25]。この姿は国際映像にも納められ、海外では「消防士(Fireman)」の愛称で呼ばれるようにもなっている。ホームストレートに炎上するマシンを止めた行為について少なからず批判もあったが、レースも残り2周でピットレーンにはフェラーリやレッドブルのスタッフらが多数集まっており、燃え盛るマシンの中でピットの安全性を考慮した判断力などを賞賛する声も多数あった。(実際に一度はピットに入ろうとしているが、直前でステアリングをきって止めている)
  - この消火シーンの写真が、AUTOSPORTにおいてファンが投票で決める「LG MOMENT OF THE YEAR」の大賞に選ばれた。本人はその直前に出場したレース・オブ・チャンピオンズでのクラッシュにより医師から安静を命じられており、授賞式には出席できなかった。
- バルセロナのカタロニア・サーキットで開催されるスペイングランプリと相性が悪く、デビューイヤーに7位に入賞したのを最後に前述の大クラッシュを含めて4年連続リタイアを喫していたが、2012年は無事完走している。
- 2009年シンガポールグランプリでの7位入賞以来、2012年ブラジルグランプリを最後にシートを失うまで60戦連続で入賞から遠ざかっており、これはF1史上最多連続ノーポイント記録である[26]。2013年シーズン終了時点で62レースに記録を更新した。
- 趣味はゴルフ。元々2010年マレーシアグランプリの際に周囲の誘いで初めてラウンドしたのがきっかけだが、その後腕を上げ、2020年現在はいわゆるシングルプレーヤーとなっている。ラリー参戦時も、金曜日にゴルフのラウンドを回ってからラリーの会場入りし、土日のラリーの後月曜日はまたゴルフに行くことが多いという[27]。
- F1優勝直後のインタビューでは、ミカ・ハッキネンがマクラーレンに乗るまではカートに乗りつつもラリーに夢中だったと語っている。10歳頃に行ったラリー・フィンランドで、ユハ・カンクネンやカルロス・サインツ、コリン・マクレーなどのWRCスターたちにサインをもらって大層喜んだという[28]。
- 好きな日本食はとんかつ[29]。
- ルノーF1のテストドライバーからF1キャリアがスタートした事から、当時チーム代表を務めたフラビオ・ブリアトーレのマネジメントを受けていたが[30]、2008年シンガポールグランプリでのクラッシュ・ゲートが明るみに出た事でマネジメントが離脱、以後は個人でマネジメントを行うようになった。

## レース戦績

### イギリス・フォーミュラ3選手権
| 年     | チーム                         | エンジン      | クラス | 1       | 2        | 3       | 4       | 5         | 6     | 7       | 8        | 9       | 10      | 11       | 12      | 13      | 14       | 15       | 16      | 17      | 18    | 19    | 20      | 21      | 22      | 23      | 24    | 25      | 26    | 27    | 順位 | ポイント |
| ------ | ------------------------------ | ------------- | ------ | ------- | -------- | ------- | ------- | --------- | ----- | ------- | -------- | ------- | ------- | -------- | ------- | ------- | -------- | -------- | ------- | ------- | ----- | ----- | ------- | ------- | ------- | ------- | ----- | ------- | ----- | ----- | ---- | -------- |
| 2002年 | フォーテック・モータースポーツ | ルノー-ソデモ | C      | BRH 1 8 | BRH 2 10 | DON 1 7 | DON 2 6 | SIL 1 Ret | SIL 2 | KNO 1 3 | KNO 2 13 | CRO 1 4 | CRO 2 C | SIL 1 21 | SIL 2 8 | CAS 1 4 | CAS 2 17 | BRH 1 14 | BRH 2 5 | ROC 1 2 | ROC 2 | OUL 1 | OUL 2 3 | SNE 1 4 | SNE 2 3 | SNE 3 1 | THR 1 | THR 2 1 | DON 1 | DON 2 | 3位  | 257      |

- 太字はポールポジション、斜字はファステストラップ。(key)

### ワールドシリーズ・バイ・ニッサン
| 年     | エントラント               | 1       | 2       | 3         | 4       | 5       | 6       | 7         | 8         | 9       | 10      | 11       | 12      | 13      | 14      | 15       | 16      | 17      | 18       | 順位 | ポイント |
| ------ | -------------------------- | ------- | ------- | --------- | ------- | ------- | ------- | --------- | --------- | ------- | ------- | -------- | ------- | ------- | ------- | -------- | ------- | ------- | -------- | ---- | -------- |
| 2003年 | ガボルド・コンペティション | JAR 1 4 | JAR 2 3 | ZOL 1 Ret | ZOL 2 7 | MAG 1 5 | MAG 2 6 | MNZ 1 Ret | MNZ 2 Ret | LAU 1 2 | LAU 2 1 | SPL 1 8  | SPL 2 6 | CAT 1 6 | CAT 2 8 | VAL 1 6  | VAL 2 4 | JAR 1 2 | JAR 2 5  | 2位  | 131      |
| 2004年 | ポンズ・レーシング         | JAR 1 7 | JAR 2 4 | ZOL 1 4   | ZOL 2   | MAG 1 2 | MAG 2 1 | VAL 1 2   | VAL 2 1   | LAU 1   | LAU 2 1 | EST 1 13 | EST 2 3 | CAT 1 2 | CAT 2 1 | VAL 1 10 | VAL 2 5 | JER 1   | JER 2 14 | 1位  | 186      |

- 太字はポールポジション、斜字はファステストラップ。(key)

### GP2
| 年     | チーム                       | 1         | 2         | 3         | 4           | 5         | 6         | 7           | 8         | 9         | 10        | 11        | 12        | 13        | 14        | 15        | 16         | 17        | 18        | 19        | 20         | 21        | 22        | 23          | 順位 | ポイント |
| ------ | ---------------------------- | --------- | --------- | --------- | ----------- | --------- | --------- | ----------- | --------- | --------- | --------- | --------- | --------- | --------- | --------- | --------- | ---------- | --------- | --------- | --------- | ---------- | --------- | --------- | ----------- | ---- | -------- |
| 2005年 | アーデン・インターナショナル | SMR FEA 1 | SMR SPR 3 | ESP FEA 3 | ESP SPR Ret | MON FEA 5 | EUR FEA 1 | EUR SPR Ret | FRA FEA 1 | FRA SPR 3 | GBR FEA 2 | GBR SPR 3 | GER FEA 5 | GER SPR 6 | HUN FEA 2 | HUN SPR 5 | TUR FEA 10 | TUR SPR 1 | ITA FEA 1 | ITA SPR 5 | BEL FEA 15 | BEL SPR 9 | BHR FEA 3 | BHR SPR Ret | 2位  | 105      |

- 太字はポールポジション、斜字はファステストラップ。(key)

### F1
| 年     | 所属チーム   | Car-No. | ランキング | 獲得ポイント | 決勝最高位・回数 | 表彰台回数 | 予選最高位・回数 | FL記録回数 |
| ------ | ------------ | ------- | ---------- | ------------ | ---------------- | ---------- | ---------------- | ---------- |
| 2007年 | ルノー       | 4       | 7位        | 30           | 2位・1回         | 1回        | 6位・2回         | 0回        |
| 2008年 | マクラーレン | 23      | 7位        | 53           | 1位・1回         | 3回        | 1位・1回         | 2回        |
| 2009年 | マクラーレン | 2       | 12位       | 22           | 4位・1回         | 0回        | 2位・1回         | 0回        |
| 2010年 | ロータス     | 19      | 20位       | 0            | 12位・1回        | 0回        | 15位・1回        | 0回        |
| 2011年 | ロータス     | 20      | 22位       | 0            | 13位・1回        | 0回        | 16位・1回        | 0回        |
| 2012年 | ケータハム   | 20      | 19位       | 0            | 13位・2回        | 0回        | 16位・2回        | 0回        |
| 2013年 | ロータス     | 7       | 21位       | 0            | 14位・2回        | 0回        | 8位・1回         | 0回        |

| 年     | チーム       | シャシー | 1       | 2       | 3      | 4       | 5       | 6       | 7       | 8       | 9       | 10     | 11      | 12     | 13      | 14     | 15      | 16      | 17      | 18     | 19     | 20     | WDC  | ポイント |
| ------ | ------------ | -------- | ------- | ------- | ------ | ------- | ------- | ------- | ------- | ------- | ------- | ------ | ------- | ------ | ------- | ------ | ------- | ------- | ------- | ------ | ------ | ------ | ---- | -------- |
| 2007年 | ルノー       | R27      | AUS 10  | MAL 8   | BHR 9  | ESP 7   | MON 13† | CAN 4   | USA 5   | FRA 15  | GBR 7   | EUR 8  | HUN 8   | TUR 6  | ITA 7   | BEL 8  | JPN 2   | CHN 9   | BRA Ret |        |        |        | 7位  | 30       |
| 2008年 | マクラーレン | MP4-23   | AUS 5   | MAL 3   | BHR 5  | ESP Ret | TUR 12  | MON 8   | CAN 9   | FRA 4   | GBR 5   | GER 5  | HUN 1   | EUR 4  | BEL 10† | ITA 2  | SIN 10  | JPN Ret | CHN Ret | BRA 7  |        |        | 7位  | 53       |
| 2009年 | マクラーレン | MP4-24   | AUS Ret | MAL Ret | CHN 5  | BHR 12  | ESP Ret | MON Ret | TUR 14  | GBR Ret | GER 8   | HUN 5  | EUR 4   | BEL 6  | ITA 6   | SIN 7  | JPN 11  | BRA 12  | ABU 11  |        |        |        | 12位 | 22       |
| 2010年 | ロータス     | T127     | BHR 15  | AUS 13  | MAL NC | CHN 14  | ESP     | MON Ret | TUR Ret | CAN 16  | EUR Ret | GBR 17 | GER Ret | HUN 14 | BEL 16  | ITA 18 | SIN 16† | JPN 12  | KOR 13  | BRA 18 | ABU 17 |        | 20位 | 0        |
| 2011年 | ロータス     | T128     | AUS Ret | MAL 15  | CHN 16 | TUR 19  | ESP Ret | MON 14  | CAN Ret | EUR 19  | GBR Ret | GER 16 | HUN Ret | BEL 15 | ITA 13  | SIN 16 | JPN 18  | KOR 14  | IND 14  | ABU 17 | BRA 16 |        | 22位 | 0        |
| 2012年 | ケータハム   | CT01     | AUS Ret | MAL 18  | CHN 23 | BHR 17  | ESP 16  | MON 13  | CAN 18  | EUR 14  | GBR 17  | GER 19 | HUN 17  | BEL 17 | ITA 14  | SIN 15 | JPN 15  | KOR 17  | IND 18  | ABU 13 | USA 18 | BRA 14 | 22位 | 0        |
| 2013年 | ケータハム   | CT03     | AUS     | MAL     | CHN    | BHR TD  | ESP TD  | MON     | CAN     | GBR     | GER     | HUN    | BEL TD  | ITA TD | SIN     | KOR    | JPN TD  | IND     | ABU TD  |        |        |        | 21位 | 0        |
| 2013年 | ロータス     | E21      |         |         |        |         |         |         |         |         |         |        |         |        |         |        |         |         |         | USA 14 | BRA 14 |        | 21位 | 0        |

- 太字はポールポジション、斜字はファステストラップ。(key)
- † : リタイアだが、90%以上の距離を走行したため規定により完走扱い。

### SUPER GT
| 年     | チーム          | 使用車両                 | クラス | 1      | 2     | 3       | 4      | 5       | 6       | 7      | 8      | 順位 | ポイント |
| ------ | --------------- | ------------------------ | ------ | ------ | ----- | ------- | ------ | ------- | ------- | ------ | ------ | ---- | -------- |
| 2015年 | LEXUS TEAM SARD | レクサス・RC F           | GT500  | OKA 5  | FSW 5 | CHA 7   | FSW 9  | SUZ 11  | SUG Ret | AUT 13 | TRM 6  | 13位 | 23       |
| 2016年 | LEXUS TEAM SARD | レクサス・RC F           | GT500  | OKA 7  | FSW 2 | SUG 2   | FSW 8  | SUZ 8   | CHA 7   | TRM 2  | TRM 1  | 1位  | 82       |
| 2017年 | LEXUS TEAM SARD | レクサス・LC500          | GT500  | OKA 3  | FSW 7 | AUT 14  | SUG 1  | FSW 10  | SUZ 13  | CHA 6  | TRM 8  | 8位  | 44       |
| 2018年 | LEXUS TEAM SARD | レクサス・LC500          | GT500  | OKA 12 | FSW 2 | SUZ Ret | CHA 1  | FSW 11  | SUG 10  | AUT 8  | TRM 8  | 8位  | 42       |
| 2019年 | LEXUS TEAM SARD | レクサス・LC500          | GT500  | OKA 11 | FSW 4 | SUZ 5   | CHA 5  | FSW Ret | AUT 1   | SUG 7  | TRM 11 | 5位  | 44       |
| 2020年 | TGR TEAM SARD   | トヨタ・GRスープラ GT500 | GT500  | FSW    | FSW   | SUZ 5   | TRM 9  | FSW 1   | SUZ 11  | TRM 8  | FSW 14 | 11位 | 31       |
| 2021年 | TGR TEAM SARD   | トヨタ・GRスープラ GT500 | GT500  | OKA 4  | FSW 6 | SUZ 14  | TRM 10 | SUG 5   | AUT 5   | TRM 11 | FSW 4  | 13位 | 34       |

- 太字はポールポジション、斜字はファステストラップ。(key)

### 世界ラリー選手権
| 年     | チーム               | 使用車両                 | クラス | 1   | 2   | 3   | 4   | 5   | 6   | 7   | 8   | 9   | 10  | 11  | 12  | 13      | 順位 | ポイント |
| ------ | -------------------- | ------------------------ | ------ | --- | --- | --- | --- | --- | --- | --- | --- | --- | --- | --- | --- | ------- | ---- | -------- |
| 2022年 | ヘイキ・コバライネン | シュコダ・ファビアR5     | WRC2   | MON | SWE | CRO | POR | ITA | SAF | EST | FIN | BEL | GRE | NZL | ESP | JPN 10  | 37位 | 1        |
| 2023年 | ヘイキ・コバライネン | シュコダ・ファビアR5     | WRC2   | MON | SWE | MEX | CRO | POR | ITA | SAF | EST | FIN | GRE | CHI | EUR | JPN Ret | NC   | 0        |
| 2024年 | ヘイキ・コバライネン | トヨタ・GRヤリス ラリー2 | WRC2   | MON | SWE | SAF | CRO | POR | ITA | POL | LAT | FIN | GRE | CHI | EUR | JPN Ret | NC   | 0        |

### WRC2選手権
| 年     | チーム               | 使用車両                 | 1   | 2   | 3   | 4   | 5   | 6   | 7   | 8   | 9   | 10  | 11  | 12  | 13      | 順位 | ポイント |
| ------ | -------------------- | ------------------------ | --- | --- | --- | --- | --- | --- | --- | --- | --- | --- | --- | --- | ------- | ---- | -------- |
| 2022年 | ヘイキ・コバライネン | シュコダ・ファビアR5     | MON | SWE | CRO | POR | ITA | SAF | EST | FIN | BEL | GRE | NZL | ESP | JPN 4   | 33位 | 12       |
| 2023年 | ヘイキ・コバライネン | シュコダ・ファビアR5     | MON | SWE | MEX | CRO | POR | ITA | SAF | EST | FIN | GRE | CHI | EUR | JPN Ret | NC   | 0        |
| 2024年 | ヘイキ・コバライネン | トヨタ・GRヤリス ラリー2 | MON | SWE | SAF | CRO | POR | ITA | POL | LAT | FIN | GRE | CHI | EUR | JPN Ret | NC   | 0        |